# Лондиній
Лонди́ній (Лонди́ніум, лат. Londinium) — місто в Римській Британії на місці сучасного Лондонського Сіті, засноване близько 47 року н. е., що було основним центром торгівлі і влади в Римській Британії з кінця II століття до її розгрому в V ст. Лондиній розташовувався на річці Темзі, яка забезпечувала йому зв'язок як з морем, так і з внутрішніми районами Британії.
За розрізненими згадками Лондинія в античних авторів й археологічними розкопками у межах міста можна частково відтворити загальну історію його розвитку. Тільки частина громадських будівель римського міста можна ідентифікувати шляхом розкопок — переважна більшість не збереглася. Розміри і устрій форуму, найбільшого на північ від Альп, дозволяють робити припущення про економічний стан Лондинія. Його потужні торговельні та економічні зв'язки підтверджують також залишки складів на березі річки.

## Заснування і назва

Лондиній наприкінці римської доби

Лондиній був заснований після вторгнення римлян в 43 році під проводом імператора Клавдія.
До приходу римських військ, радше за все, по території Лондона протікало безліч річок, таких як Волбрук. Лондиній був побудований в місці, де Темза була досить вузькою, щоб побудувати міст, і досить глибоким для проходу морських суден. Масивні залишки римського пірсу було знайдено неподалік сучасного Лондонського мосту.
Традиційно вважається, що Лондиній будувався як мирне поселення, хоча є деякі свідчення місцезнаходження римської фортеці на його території. Але оскільки археологам не вдалося знайти ознак військового табору на цій території, більшість учених вважає, що Лондон був мирним містом. Його місце на жвавій річці робило його ідеальним місцем для торгівлі.
За однією з теоріій, назва походить від давньоєвропейської назви річки, колишнього частиною найстарішого європейського шару топоніміки, виділеного Гансом Крае. За цією версією, топонім «Лондон» походить від докельтського слова Plowonida — що складається з двох коренів plew і nejd, що, можливо, означає «річка, що розливається» або «широко поточна річка». Таким чином, Лондиніум може означати «поселення на річці, що розливається». Передбачається, що річка була названа Темза вище за течією, де вже була, і Plowonida — нижче за течією, де була широка для броду.
Написи та графіті, знайдені археологами, підтверджують, що основною мовою була латинська. Але при цьому багато жителів Лондона могли говорити кельтською, яку римляни називали lingua Gallica (гальська).

## Статус Лондинія
Статус Лондинія не визначено. Він був столицею civitas, хоча Клавдій Птолемей описує його як одне з міст Кантії. Початкова невелика фортеця, призначена для охорони мосту через Темзу, виросла у важливий торговий порт між Британією та римськими провінціями на континенті. Відсутність приватних вілл (звичайних інших районах) свідчить про належність землі військовим чи імператору. За часів Боудіки Тацит написав: «Лондиній… хоча має непримітне звання колонія, багато відвідується купцями та торговими судами». Після повстання Боудіки провінційні органи управління Британією перемістилися з Камулодуна (сучасний Колчестер в Ессексі) до Лондинія. Точний час переміщення невідомо, хоча знайшли черепиці II століття з написом P.PR.BR.LON — «Провінційний прокурор Британії в Лондинії». У жодному джерелі Лондиній не названо столицею Британії, але є підстави у тому, щоб вважати його столицею: наприклад, таку будову, як палац римського губернатора, військові будівлі початку II століття і кілька могил державних службовців.

## Історія та розвиток

### I століття

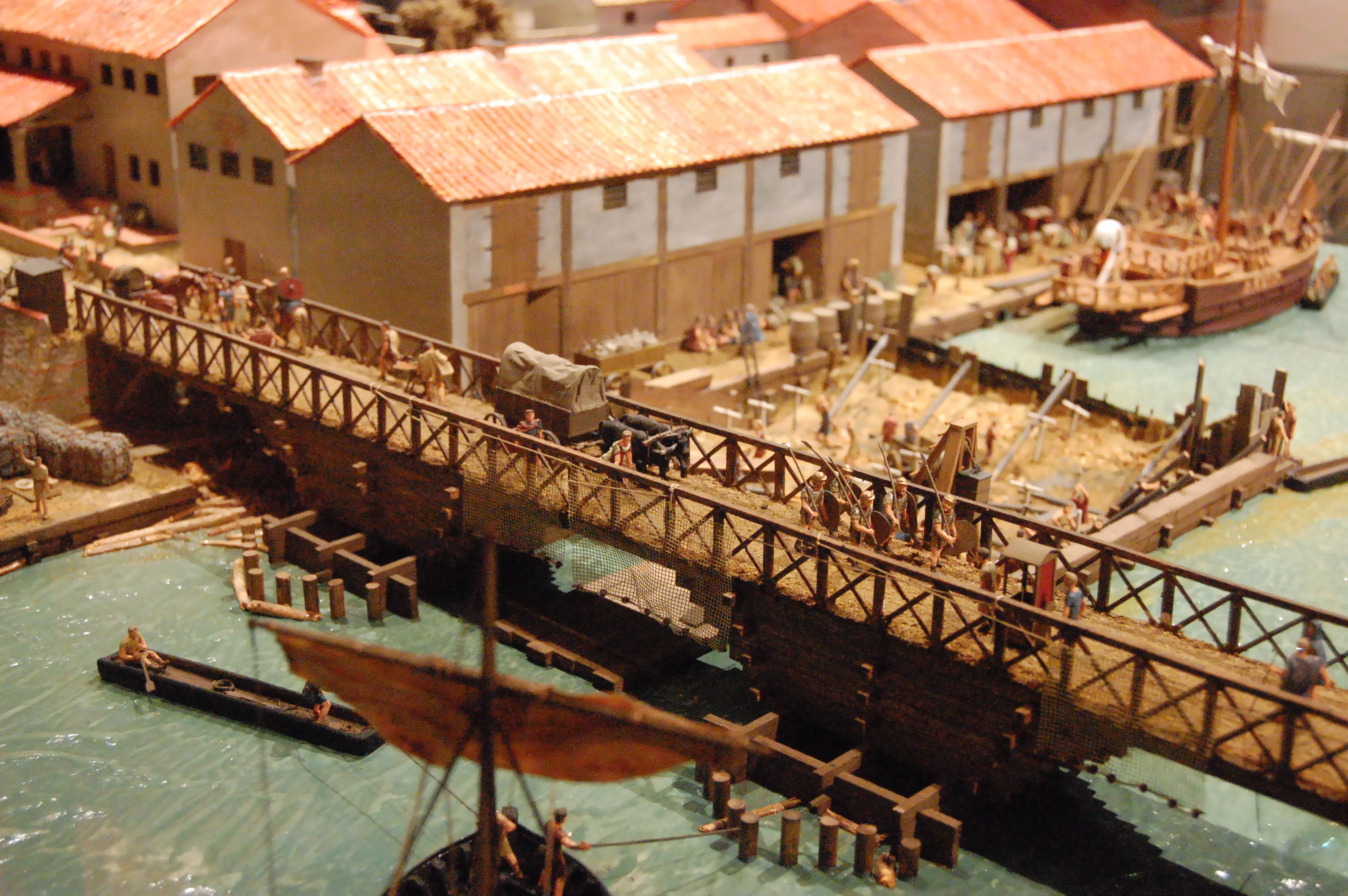
Макет Лондона 85-90 років на виставці в музеї Лондона, що зображує перший міст через Темзу

Після свого заснування у середині I століття ранній Римський Лондон займав невелику площу, порівнянну з розмірами Гайд-парку. Вона становила близько 1,4 км.
Археологи виявили численні товари, привезені до Лондона з усієї Римської Імперії, що свідчить, що ранній Римський Лондон був багатокультурним співтовариством торговців із майже Європи.

### Повстання Боудіки
Вже до 60 року Лондиній був містом, «хоч і не іменованим колонією, але вельми людним внаслідок великої кількості в ньому купців і товарів». Але саме цього року він був пограбований військами іценів під проводом Боудіки. Розкопки показали численні свідчення пожежі, такі як шар червоного попелу.
Спочатку війська Боудіки захопили Камулодун, а потім розбили римський легіон, надісланий з міста Ліндум (Лінкольн) для захисту міста. Потім вони рушили на Лондиній. Римський полководець Гай Светоній Паулін відправив невелике військо до Лондинія до того, як туди прийшли війська Боудіки. Що сталося далі, описує римський історик Публій Корнелій.
|  | А Светоній, з вражаючою стійкістю пробився серед ворогів, досяг Лондинія, міста, хоч і не іменувалося колонією, але дуже людного внаслідок розмаїття купців і товарів. Тут, розмірковуючи над тим, чи не обрати його опорою для ведення подальших військових дій, він, врахувавши нечисленність свого війська і приклад Петилія, якому дорого обійшлася його необачність, вирішує пожертвувати цим містом заради порятунку всього іншого. Ні благання, ні сльози городян, що волали до нього про допомогу, не похитнули його рішучості, і він подав сигнал до виступу, взявши з собою в похід побажали йому супроводжувати; ті, кого втримали від цього стать або похилого віку або привабливість цього місця, були винищені ворогами. |

Далі Тацит пише, що повсталими було вбито понад 70 000 римлян та їхніх союзників. Вирішальною стала битва, що пізніше отримала назву остання битва Боудіки. Тацит визначає місцевість битви так: «Для битви він [Светоній] обирає місцевість з вузькою тісною перед нею і з лісом, що прикривав її ззаду, попередньо запевнившись у тому, що ворог тільки перед ним на рівнині і що вона абсолютно відкрита і можна не побоюватися засідок».

### II та III століття

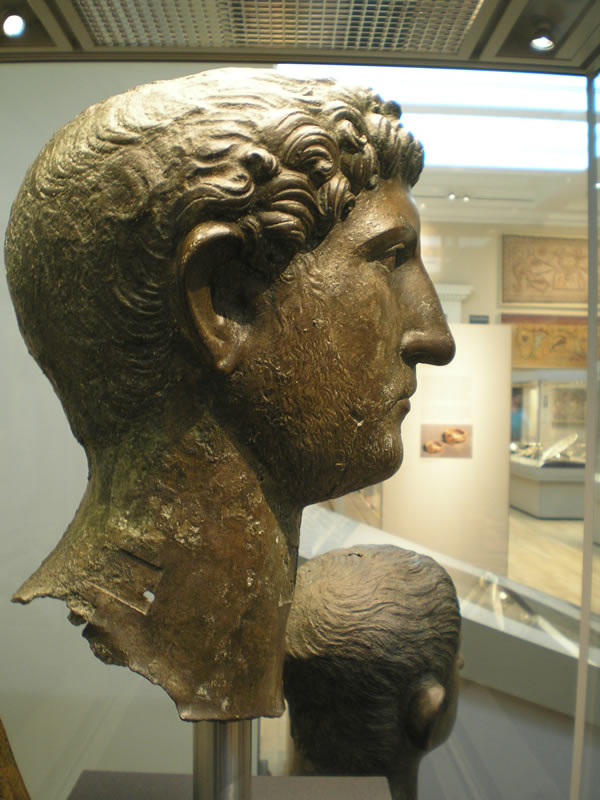
Бронзовий бюст Адріана, знайдений у Лондоні

Після завершення повстання римляни відновили місто протягом десяти років. В останні десятиліття I століття Лондиній став найбільшим містом Римської Британії і змінив Колчестер на посади столиці. На захід від Волбрука були збудовані громадські будівлі з каменю: форум, преторій, терми, базиліка. Близько 120 року форум було розширено. У північно-західній частині міста виник каструм площею 4 гектари, в безпосередній близькості знаходився амфітеатр.
Більшість міських будівель було виконано з дерева. У зв'язку з цим Лондиній не раз зазнавав пожеж. Найбільш спустошливий стався, ймовірно, за імператора Адріана. Під час археологічних розкопок було знайдено вигорілий склад нової галльської тери сигілатти. Але, хоча археологи виявили значну кількість доказів цього, у письменників-класиків не згадується про подібну пожежу.
У II столітті Лондиній перебував на піку свого розвитку. До 140 року у ньому жило від 45 000 до 60 000 людина. Про важливість міста говорить такий факт, що в ньому було поховано одного з римських провінційних службовців. Можливо, саме після відвідування Лондинія імператором Адріаном у 122 році було збудовано низку вражаючих громадських будівель.
Розкопки 1980-х показали великий римський портовий комплекс у районі сучасного Лондонського мосту, а також з іншого боку річки в Саутуарці, з чого випливає, що в цей час Лондиній був важливим комерційним та торговим центром.
У другій половині II століття, зважаючи на все, Лондиній зменшив розміри і чисельність населення. Хоча причини точно не встановлено, але бубонну чуму вважають найбільш вірогідним винуватцем, оскільки відомо, що в період між 165 і 190 роками від чуми сильно постраждала Західна Європа. Інше пояснення цьому полягає в тому, що рішення імператора Адріана не розширювати межі імперії, можливо, викликало втрату лондонськими купцями цінних контрактів, внаслідок чого сталася економічна криза.
Хоча Лондиній залишався важливим містом до падіння римської імперії, він так повністю і не оговтався від цієї кризи, і з цього часу починається поступове згасання.

### Лондонський мур
Між 190 та 225 роками римляни створили Лондонський мур. Це було оборонне зміцнення, побудоване навколо міста та ідуче до берега. Поряд із валом Адріана та римською мережею доріг Лондонська стіна є одним із найбільших будівельних проектів у Римській Британії. Стіна була близько 5 кілометрів завдовжки, 6 метрів заввишки і 2,5 метра завтовшки.

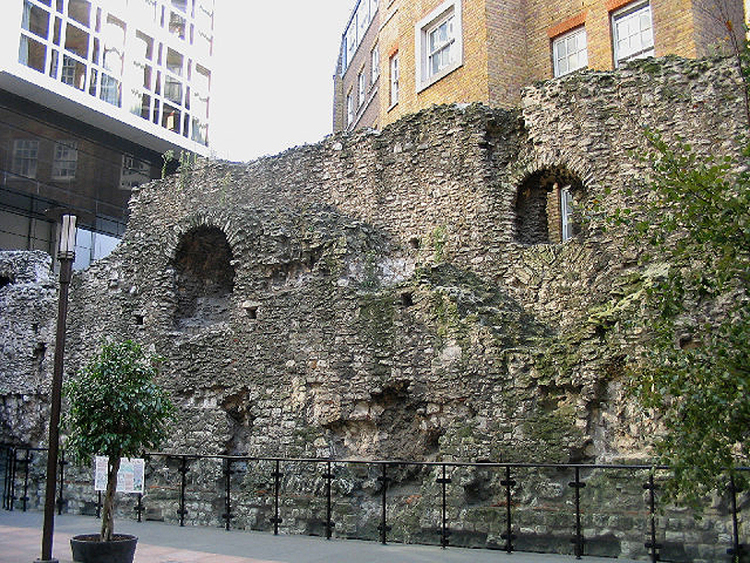
Частина Лондонської стіни, що збереглася

Хоча точна причина побудови стіни не встановлена, швидше за все, вона була побудована для захисту від піктів, які захопили вал Адріана у 180-х роках. Також багато істориків вказують на те, що будівництво Лондонської стіни може бути пов'язане з політичною кризою 190 року, коли за титул імператора боролися Септимій Север і губернатор Британії Клодій Альбін. Стіни могли бути збудовані за наказом Альбіна у 190-х з метою створення захисту своєї території. Однак Септімій переміг Альбіна у 197 році.
Економічний розвиток, а також завоювання Септімії в Каледонії відродили колишній стан Лондона. Археологічні свідчення вказують на відновлення будівельної діяльності на початку ІІ століття. Близько 200 року Септимій розділив Римську Британію на дві провінції — Верхню та Нижню Британію — і довірив управління кожною частиною особливому префекту. Лондиній став столицею Британії Верхньої, а Еборакум — Нижньої Британії.
Стіна стояла ще 1600 років і визначала межі Лондонського Сіті багато років. У грубому наближенні по стіні можна дізнатись межі сучасного Сіті і в наші дні.
Наприкінці III століття саксонські пірати скоїли кілька набігів на Лондон. Це спричинило будівництво додаткових укріплень уздовж річки.

### Повстання Каравзія

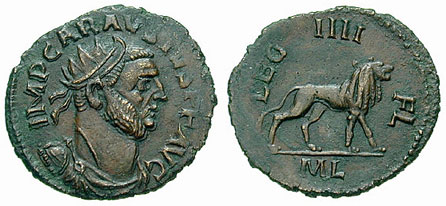
Монета з Лондинія, випущена Караузієм. Лондонський монетний двір

У 286 році римський намісник Караузій перестав підкорятися владі Риму та проголосив себе імператором Римської Британії. Він правив сім років, поки не був убитий своїм скарбником Аллектом, який став наступним правителем.
У 296 році Констанцій I Хлор прибув до Британії для того, щоб повернути її територію під владу Риму. У цей час франкські найманці, підпорядковується Аллекту, грабували і рушили місто. Римські війська змогли дістатися до міста Темзою і, прибувши туди, почали вбивати франків прямо на вулицях. Так закінчилася влада Алекта у Британії.
На честь цієї події було випущено Трірський медальйон. З одного боку медальйону зображений Констанцій Хлор, а з іншого — жінка, схиляє коліна перед солдатом. Медальйон названий так, тому що був викарбуваний у Трірі в сучасній Німеччині. Він був знайдений у 1920-х у місті Аррасі у Франції.

### IV століття
Перша половина IV століття у Британії була періодом процвітання, особливо для численних римських вілл, збудованих навколо міста. На той час у місті вже існував єпископат.
До середини століття варвари стали все більше набігів на Британію. З 340 року північну Британію почали атакувати пікти та скотти. У 360 році наступ прийняв такі обсяги, що Юліан II Відступник був змушений послати туди війська. У цей час у Лондоні робилися великі зусилля захисту міста. Тоді було збудовано щонайменше 20 бастіонів.
У 367 році відбулося ще одне вторгнення піктів та скоттів. Впоратися з проблемою та відновити порядок був відправлений Феодосій Старший. Він використовував Лондиній як свою базу. Приблизно 368 року Лондиній було перейменовано місто Augusta. У тому ж столітті Британія склала частину галльської префектури і була поділена на чотири провінції. Лондон став столицею Maxima Caesariensis.
Окрім нападів чужих племен, у Римській Британії існували й внутрішні проблеми. У 382 році британські війська повстали проти римської влади та обрали своїм «імператором» Магна Максима. Незабаром він зібрав навколо себе всі римські війська і перетнув Ла-Манш. Він контролював західну частину імперії до поразки, завданої Феодосій Великий в 388.
До кінця IV століття багато міст Римської Британії знаходилися в занепаді, і Лондон не був винятком. Розкопки показують, що багато громадських будівель цього часу перебували у напівзруйнованому стані.

### Занепад та зникнення
На початку V століття Римська Імперія розвалилася. Між 407 та 409 роками величезна кількість варварів проникла до Галії та Іспанії. Через це послабився зв'язок між Римом та Британією. Британські війська обрали лідерів — один із них, Костянтин III, оголосив себе імператором Західної Римської імперії і разом із армією перетнув Ла-Манш, залишивши в Британії лише малу частину війська. 410 року британці відмовилися від вірності Костянтину і попросили допомоги у імператора Гонорія. Але він відповів, що британці мають самі дбати про свою безпеку. Цим офіційно завершився період римської окупації Британії.
Після падіння Римської імперії Британія стала вразливою для атак німецьких племен, а саме англів, саксів та ютів. Існує дуже мало свідчень про те, що відбувалося у Лондоні у пост-римський період. Однак хаос у Римській імперії, що розвалюється, повинен був призвести до руйнування торгових зв'язків, і, оскільки зарплату чиновникам платити перестали, скорочення державного штату.
Згідно з історичними творами ранніх авторів, таких як Беда Преподобний і Гільда, які були об'єднані в Англосаксонські хроніки, в 449 році англи, сакси та юти були запрошені до Британії королем Вортігерном як найманці для захисту Британії від піктів та скотів. Біда пише, що юти оселилися в Кенті, і в 457 році на чолі з братами Хенгістом і Хорсою повстали проти британців і розбили їх у битві при Креганфорді (сучасний Крейфуд), і брити з жахом бігли до Лондона. Залишається незрозумілим, що сталося в Лондоні в цей час, оскільки історичні свідчення нечіткі і суперечливі.
Археологи знайшли деякі свідчення, що деяким сім'ям, які живуть на віллах навколо міста, вдалося зберігати римський спосіб життя до середини V століття. Але до кінця століття територія Лондинія виявилася практично незаселеною. Більшість поселення переїхала за межі Лондонської стіни на інший берег річки Фліт. Тут близько 500 року виник англосаксонський Люнденвік.

## Інфраструктура

### Будівлі
Залишки великої будівлі знайшли в районі станції Кеннон-стріт. Передбачається, що це частина палацу губернатора (Преторій), що збереглася. У ньому були сад, великі басейни і кілька залів з прикрашеними мозаїкою підлогами. Повне планування будівлі можна лише передбачати. Будівлю звели в другій половині I століття і використовували до 300 року. Воно кілька разів ремонтувалося та перебудовувалося.
У центрі міста знаходився найбільший на північ від Альп форум, що є практично ідеальним квадратом розміром 168 x 167 м. Можна виділити два основні етапи будівництва будівель на ньому. Спочатку форум, побудований після повстання Боудіки, був відкритим двором і кілька магазинів навколо. Можливо, що споруди довкола навіть не були частиною форуму. На початку ІІ століття магазинний комплекс значно розширився. На ньому були не тільки площа та магазини, а й велика базиліка. Форум існував приблизно до 300 року.
На південь від військового табору було знайдено залишки фундаменту амфітеатру. Його розмір становив приблизно 130 × 110 м. Амфітеатр був збудований у II столітті і був покинутий у середині IV століття.
У Лондинії було кілька лазень чи терм. Найчастіше під час розкопок неможливо встановити, чи була лазня громадською чи перебувала у володіннях приватної особи. Добре збереглася громадська лазня, знайдена в Хьюджін-холі (поряд із Темзою). Вона була побудована в другій половині І століття і зруйнована близько 200 року.
На території Лондинія не було виявлено залишків акведука. Швидше за все, Темза та її притоки постачали місто питною водою. У багатьох місцях знайшли каналізаційні труби з дерева.

### Храми

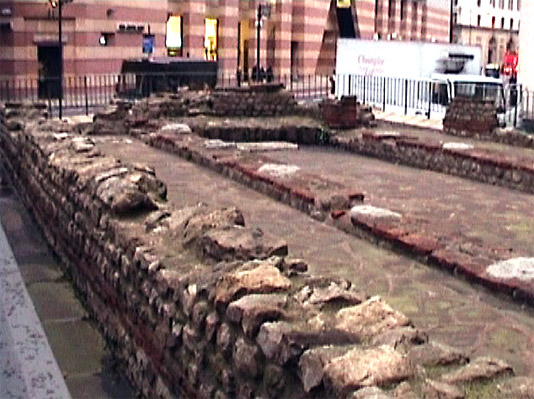
Залишки Храму Мітри, знайденого у Лондоні

У місті було кілька важливих храмів. У знайдених написах згадується будівництво храму Юпітера, проте його не було знайдено. Письмові згадки храму Ісіди знайшли в Саутуарці. Храмові будівлі були знайдені поряд зі старим форумом, існувала восьмикутна будівля на сході від міста, і, можливо, був храм поряд з Пагорбом Петра, де археологи знайшли міцний фундамент типової церковної кладки. У жодному зі знайдених храмів не збереглося ім'я бога, якому в ньому поклонялися, крім храму Мітри, розкопаного в 1954 році, де збереглося кілька скульптур, присвячених цьому культу.

### Будинки

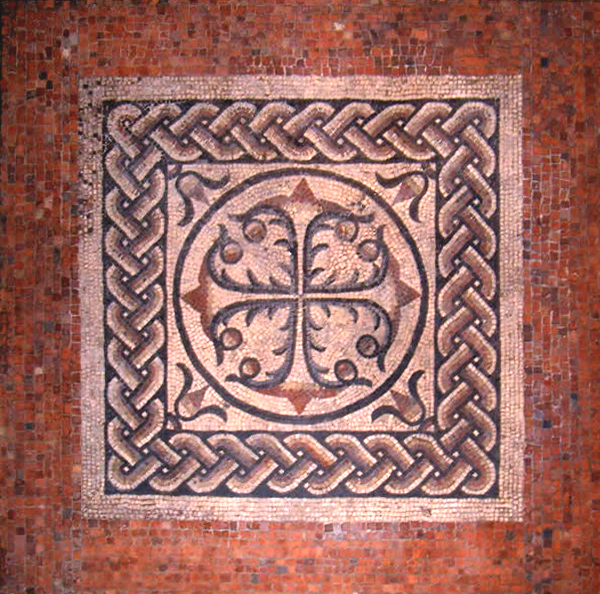
Мозаїчна підлога з дому в Лондинії

У I столітті практично всі міські будинки були збудовані з дерева, і лише у II столітті вони частково перебудувалися з каменю. У II столітті Лондиній досяг свого розквіту. Деякі частини міста забудовувалися Домусом чи таунхусами. До кінця II століття більшість будівель виявилися побудованими з каменю, що зменшило щільність міської забудови. Замість великої кількості маленьких дерев'яних будинків зводилися зручні, великі кам'яні будинки. Розкопки показали, що багато з них багато прикрашалися настінними розписами та підлоговою мозаїкою. У багатьох будинках існував підпільний гіпокауст, що демонструвало багатство та спроможність мешканців.

### Порт
У Лондинії також був свій порт, більшість якого було побудовано після повстання Боудіки. Набережна була розширена за допомогою гравію, що дозволило збудувати надійний причал перпендикулярно до берега. Набережна будувалась у три основні етапи з I по III століття. Знайдені уламки броні, шкіряні ремені та військові знаки на будівельній деревині дозволяють припустити, що порт будувався з використанням сили військових.
Лондиній був процвітаючим містом переважно завдяки своїм торговим мережам. Імпорт витончених керамічних та ювелірних виробів та вина був затребуваний через відсутність як власного виробництва, так і матеріалів для виготовлення. Археологи виявили лише дві великі старі будівлі на набережній, і вирішили, що це складські приміщення. Ця знахідка підтримує теорію у тому, що Лондиній був великим торговим центром, а чи не дрібним прохідним портом. Якби він був лише зупинним пунктом на шляху прямування у великі порти, то в ньому не потрібні були б склади для тривалого зберігання.

## Археологічні розкопки
Перші великі археологічні розкопки, пов'язані з Лондинієм, проводилися в XVII столітті після Великої лондонської пожежі 1666 року. Велике будівництво в Лондоні, що почалося в XIX столітті і продовжилося в XX столітті, дозволило розкопати значну частину старого Лондона. Основні знахідки з римського Лондона, у тому числі мозаїка, фрагменти стін та старих будівель, були розміщені у Британському музеї. У 1970-х роках археологи розпочали перші інтенсивні розкопки набережної римського Лондона. Їх відкриття показали, що після будівництва порт швидко розширився, деякий час процвітав і швидко згас у V столітті. Те що не було знайдено в цей час, майже неможливо розкопати тепер, оскільки на цій території все забудовано сучасними будинками.